# بريانكا غاندي
بريانكا غاندي (بالهندية: प्रियंका गांधी؛ بالإنجليزية: Priyanka Vadra) هي سيدة أعمال هندية، ولدت في 12 يناير 1972 في دلهي في الهند.